# Der Siegelring
Der Siegelring (englischer Originaltitel: Dead to the World) ist ein Kriminalroman des britischen Schriftstellers Francis Durbridge aus dem Jahr 1967. Es handelt sich dabei um den 26. von insgesamt 41 Romanen des Autors.
Der Roman basiert auf dem achtteiligen BBC-Hörspiel Paul Temple and the Jonathan Mystery aus dem Jahr 1951, das auch in der BRD unter dem Titel Paul Temple und der Fall Jonathan 1954 vertont wurde. Francis Durbridge eliminierte jedoch Paul Temple und Steve sowie Sir Graham Forbes aus der Geschichte und ließ stattdessen die Protagonisten aus seinem TV-Mehrteiler und dem darauf basierenden Roman The Desperate People (dt.: Die Schlüssel) ermitteln: den Fotografen Philip Holt, seine Sekretärin Ruth Sanders und Inspektor Hyde von Scotland Yard.
Auf Deutsch erschien der Roman erstmals als 29-teiliger Fortsetzungsroman im Hamburger Abendblatt in einer Übersetzung von Hans Sommer. Kurioserweise brachte der Goldmann-Verlag im Jahr 1968 eine Übersetzung von Peter Th. Clemens in Taschenbuchform auf den Markt, die bisher in allen weiteren Auflagen verwendet wurde.

## Handlung
Der Fotograf Philip Holt und seine Sekretärin Ruth Sanders kehren per Flugzeug aus den USA zurück. Auf dem Flughafen lernen sie ein älteres amerikanisches Ehepaar namens Scranton kennen. Sie wollen ihren Sohn Vance besuchen, der am College von Deanfriston studiert. Doch wenig später bittet Kriminalinspektor Hyde von Scotland Yard Philip und Ruth, mit denen er schon in einem früheren Kriminalfall zusammengearbeitet hat, um Hilfe. Sie sollen den Scrantons die schreckliche Nachricht überbringen, dass ihr Sohn tot aufgefunden wurde. Man hat ihm mit einem Nahschuss das Gesicht in seinem College-Zimmer zerschossen.
Scranton erleidet einen Schwächeanfall und bittet Holt am nächsten Tag, ihn in seinem Hotel zu besuchen. Dort zeigt der Amerikaner dem Fotografen eine Zeitschrift, die ihm anonym zugeschickt wurde, in der eine mysteriöse Botschaft steht. Sowohl Scranton als auch seine Frau können mit der Nachricht nichts anfangen und verstehen sie nicht. Das amerikanische Ehepaar bittet Philip Holt, der auch als Privatdetektiv arbeitet, daher, einige Nachforschungen  anzustellen.
Holt, der anfangs nicht überzeugt von dem Auftrag ist, erklärt sich schließlich bereit, sich der Sache anzunehmen, und sucht Inspektor Hyde auf, der ihn dazu ermutigt, sich an den Ermittlungen zu beteiligen. Gleichzeitig informiert er ihn über einige Details des Verbrechens: Am Tatort, dem Zimmer des jungen Vance, wurden zwei Gläser und eine ungeöffnete Weinflasche gefunden. Anscheinend wurde Besuch erwartet. Interessant ist außerdem die Tatsache, dass außer einem Siegelring, den der Tote stets trug, nichts gestohlen wurde. 
Zwei Frauen standen mit Vance in enger Beziehung: einerseits Julie Benson, die Sekretärin von Professor Dalesford, und Antoinette Sheen, eine Künstlerin. Julie hat kein Alibi, während der Professor mit der Künstlerin zur Tatzeit in einem Konzert gewesen sein will. Allerdings liegt der Konzertsaal nur wenige Gehminuten vom Tatort entfernt. 
Im Zimmer des Toten finden sich zwei Glückwunschkarten zum unmittelbar bevorstehenden Geburtstag von Vance, die von Julie bzw. Antoinette verfasst wurden. Es fällt auf, dass Julies Handschrift stark jener in der an die Scrantons geschickten Zeitschrift ähnelt. Hyde findet außerdem eine Postkarte aus Harrogate, die mit dem Namen Christopher unterzeichnet ist. Doch keiner der Beteiligten kennt jemanden aus dem Bekannten- oder Freundeskreis des Ermordeten, der so heißt.
Nach einigen Ermittlungen auf der Rennbahn, wo Holt und Ruth nach einem wichtigen Hinweisgeber suchen, wartet auf die beiden im Studio des Fotografen ein merkwürdiger Zeitgenosse. Es handelt sich dabei um den Bestattungsunternehmer Jimmy Wade, der Julies Schwager ist. Er bringt den beiden eine weitere mysteriöse Postkarte, die denselben Text wie jene an Vance enthält, aber an Julies Wohnort in London adressiert ist. Dabei handelt es sich um Wades Adresse, denn die Sekretärin steigt stets bei ihrem Schwager ab, wenn sie in der britischen Hauptstadt ist. Wade überbringt Holt die Karte, ohne dass er Julie davon erzählt hat. Er möchte sie nicht beunruhigen.
Die nächste Spur führt nach Brighton, wo Holt und Ruth Mr. Curly treffen, einen Mann aus der Unterwelt, der laut Hyde anscheinend etwas über den Fall weiß. Der Mann zeigt sich ruppig, bedroht die beiden mit einer Waffe und rät ihnen schließlich, die Finger von dem Fall zu lassen. Schließlich weist er auf die Überprüfung des Siegelrings hin. 
Während Inspektor Hyde nicht versteht, warum Curly auf den Siegelring aufmerksam machte, hat Holt diesbezüglich eine Idee: Der Tote war gar nicht Vance und der Mörder vergaß ein wichtiges Detail, nämlich dem falschen Toten den Ring Vances anzustecken. Da das Gesicht unkenntlich war, ist dies eine durchaus plausible Theorie. Die Frage ist aber nun: Lebt Vance, und wenn ja, wer war der Tote?
Die Annahme, dass Vance lebt, wird durch eine Beobachtung Mrs. Scrantons gestützt, die ihren Sohn vor dem Savoy-Hotel gesehen haben will. Auch Mr. Scrantons Zweifel werden diesbezüglich zerstreut, als Vance sich am Telefon meldet und Geld will. Der Amerikaner bittet Fotograf Holt, ihn zu begleiten. Auch Miss Sanders ist bei der Geldübergabe dabei, an der Mr. Scranton Senior aufgrund eines Schwächeanfalls schließlich nicht teilnehmen kann.  
Als sich Holt und Ruth im strömenden Regen zum Übergabeort begeben, treffen sie Vance nicht an. Sie finden allerdings eine Leiche: Mr. Curly, auf dessen Glatze ein Fragezeichen gemalt wurde. Holt nimmt an, dass Curly jemanden – vermutlich Vance – erpressen wollte und deshalb ermordet wurde.  
Holts Nachforschungen ergeben schließlich, dass es um Kunstfälschungen und Kunstschmuggel geht. Im Zentrum steht ein gescheiterter französischer Maler namens Jules Dunant, dessen Fähigkeiten von Robert und Vance Scranton erkannt wurden. Scranton selbst agierte als der mysteriöse Christopher als Chef der Bande. Als es zu Unstimmigkeiten kam, täuschte Vance seinen eigenen Tod vor, indem er einen Mann, der ihm sehr ähnlich sah, tötete. Der Siegelring, den Vance trug, diente als Erkennungszeichen bei der Übergabe der Fälschungen. Die Postkarten verrieten in einem Geheimcode, welche Bilder wohin gelangen sollten. Die mysteriöse Nachricht in der Zeitung stammt von Mr. Curly, der die Bande erpressen wollte.  
Auf einer Yacht stellen Hyde und Holt der Bande eine Falle. Scranton wird als Täter enttarnt, erleidet jedoch, bevor er seine tödliche Waffe benutzen kann, einen Herzinfarkt und stirbt. 

## Hintergrund
Francis Durbridge verwendete für die Geschichte sein Originalmanuskript zu dem Hörspiel Paul Temple and the Jonathan Mystery / Paul Temple und der Fall Jonathan, ersetzte jedoch Paul Temple durch Philip Holt, Steve Temple durch Ruth Sanders und Sir Graham Forbes durch Inspektor Hyde. Diese waren die Protagonisten in Durbridges Roman The Desperate People, der wiederum auf dem gleichnamigen TV-Mehrteiler beruhte. In der BRD wurde dieses Drehbuch als Die Schlüssel verfilmt, allerdings hieß der Protagonist dort Philip Martin.

## Ausgaben
Deutsche Ausgaben
- Francis Durbridge: Der Siegelring. Fortsetzungsroman im Hamburger Abendblatt, 29 Folgen, Ausgabe 133/1967 bis 161/1967, übersetzt von Hans Sommer
- Francis Durbridge: Der Siegelring. München, Goldmann, 1968, übersetzt von Peter Th. Clemens

Englische Erstausgaben
- Francis Durbridge: Dead to the World. Hodder & Stoughton, London, 1967.